# Parcs Nacionals de Ruanda

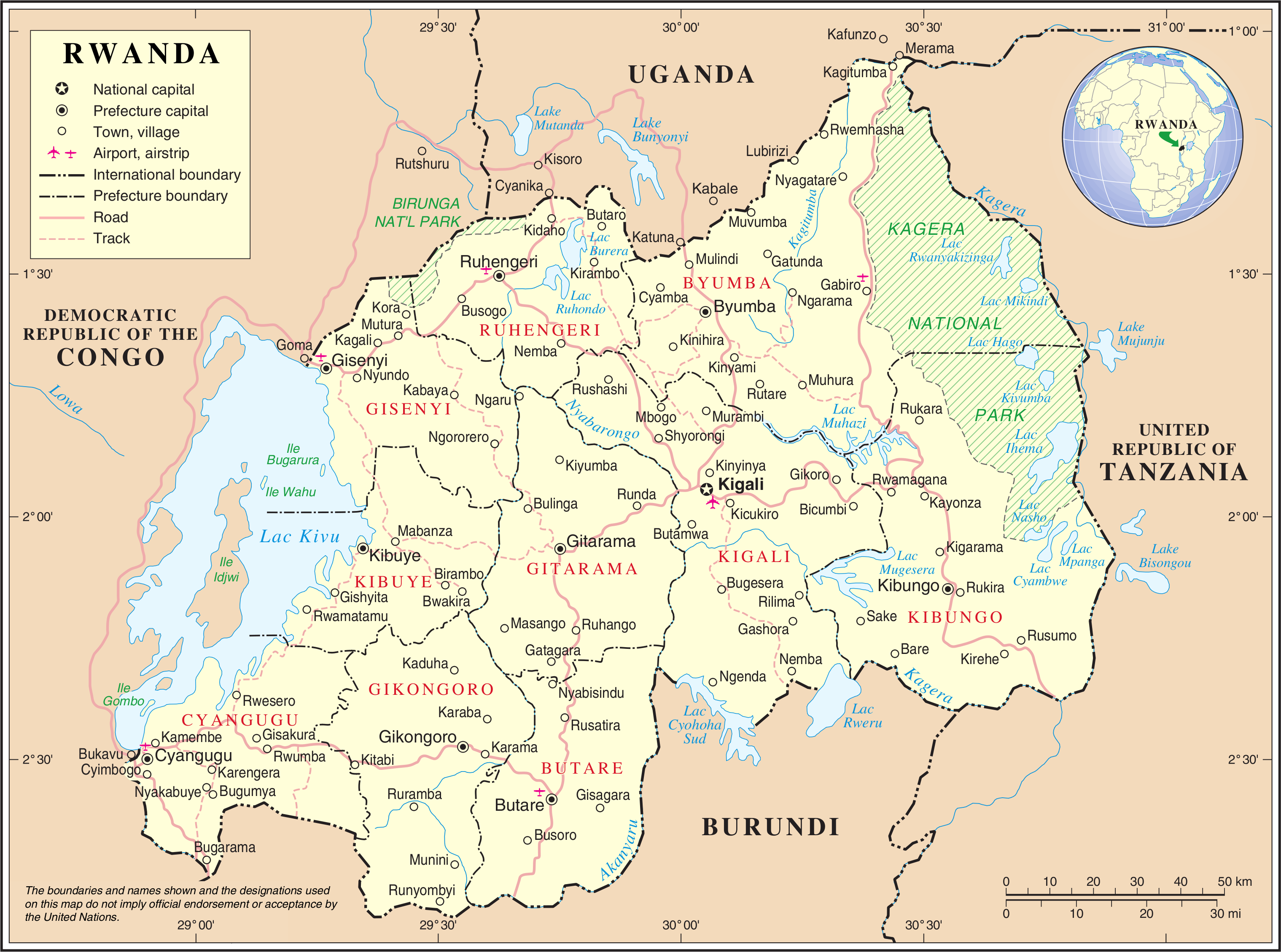
Mapa de Ruanda. A l'est pot veure's el Parc Nacional d'Akagera. Al nord-oest es troba el Parc Nacional dels Volcans i al sud-est del llac Kivu, es troba el bosc de Nyungwe.

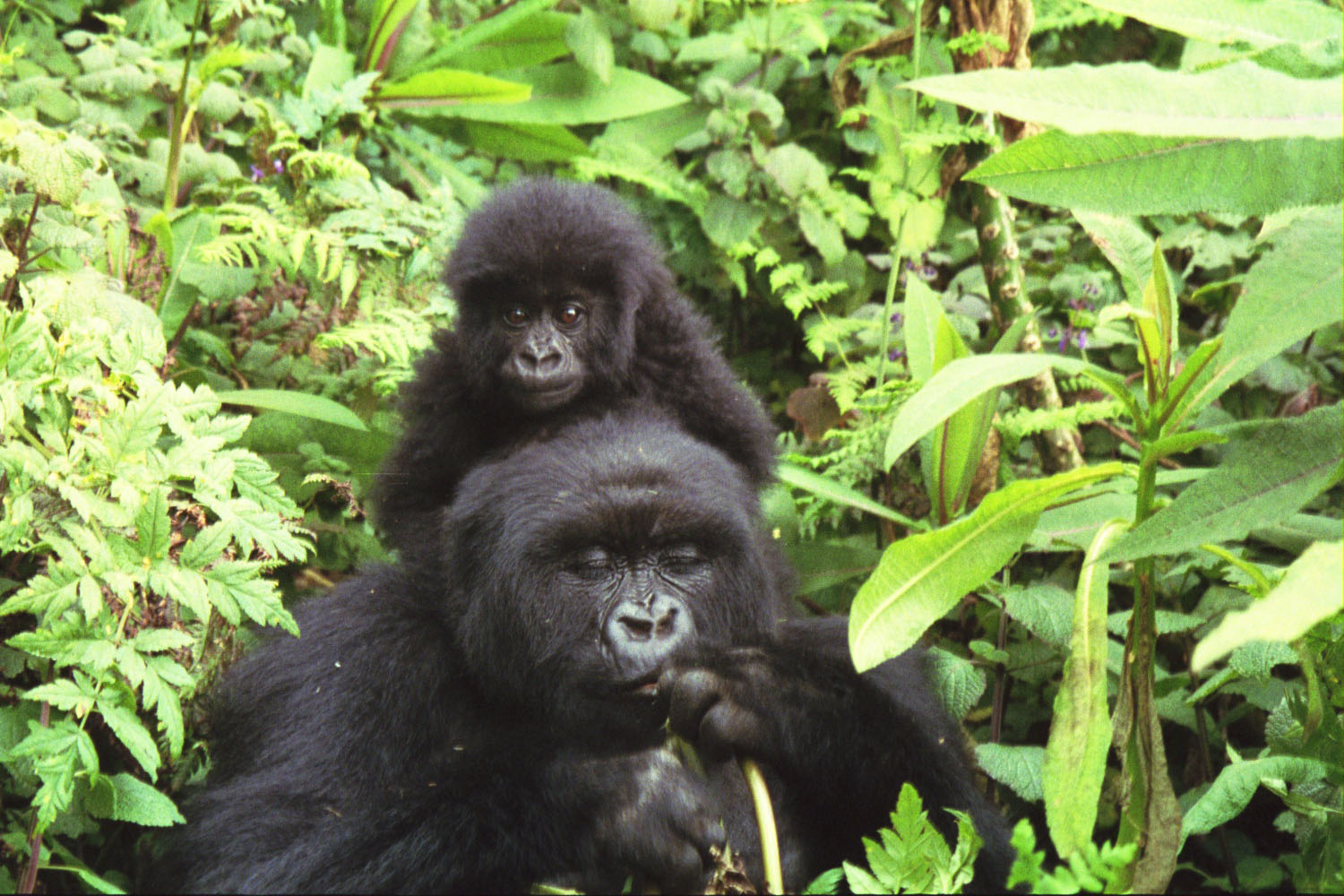
Goril·la i la seva cria al Parc Nacional dels Volcans.

Els Parcs Nacionals de Ruanda són les zones protegides de Ruanda amb la denominació de parc nacional, gestionades pel Rwanda Development Board, que s'encarrega del manteniment i la infraestructura turística amb suport de funcionaris del govern.

## Llista de parcs nacionals de Ruanda
- Parc Nacional d'Akagera, creat en 1934, 1.200 km², així anomenat pel riu Kagera que marca la frontera oriental de Ruanda amb Tanzània. El parc ocupa la part central de la zona fronterera des del llac Ihema cap al nord. La conca del riu, pel seu costat esquerre, està formada per una sèrie d'aiguamolls i sabana amb nombrosos llacs, entre ells, els llacs Kivumba, Hago, Mihindi, amb l'anomenada Platja dels hipopòtams, i Rwanyakizinga. Al nord, a l'altre costat de la frontera, la protecció continua en la Reserva de caça d'Ibanda, a Tanzània. Al sud, també a Tanzània, es troba la Reserva de caça de Kimisi. El parc té una abundant fauna entre la qual es troben els cinc grans d'Àfrica, a més de girafes, hienes, lleopards, cocodrils, etc., i més de 500 espècies d'aus.[2]
- Parc nacional de Nyungwe, creat en 2004, té 970 km². és el bosc plujós de muntanya millor conservat d'Àfrica, al sud de Ruanda, a cavall de la divisòria Congo-Nil. Posseeix bosc plujós, bambús, pasturatges, pantans i torberes. Es troben aquí 13 espècies de primats, entre ells ximpanzés i còlobs. El parc assoleix els 3.000 m d'altura.[3] Pel sud, confina amb el Parc Nacional de Kibira, a Burundi, de 400 km².
- Parc Nacional dels Volcans, creat en 1929 té 125 km². Es troba al nord-oest de Ruanda i ocupa cinc dels vuit volcans que conformen les muntanyes Virunga. Està unit al Parc Nacional dels Virunga, a la República Democràtica del Congo, i el Parc Nacional del Goril·la Mgahinga, a Uganda. Es va crear com a refugi pels goril·les de muntanya. Va ser el primer parc nacional d'Àfrica i base de la zoòloga Dian Fossey. La vegetació varia amb l'altitud. Entre 2-500 i 3.200 m domina el  bambú. Per sobre de 4.300 m només hi ha prats.[4]